# U-490
O Unterseeboot 490 foi um submarino alemão da classe Tipo XIV que serviu na Kriegsmarine durante a Segunda Guerra Mundial.
O submarino do tipo "vaca leiteira" era um barco de abastecimento, e participou de apenas uma patrulha.
O U-490 partiu da base de Kiel em 4 de maio de 1944, em 12 de Junho, após uma viagem de 39 dias foi afundado no Atlântico Norte, em uma posição a noroeste dos Açores.